# Сандайка
Санда́йка (рос. Сандайка) — село у складі Тяжинського округу Кемеровської області, Росія.

## Населення
Населення — 244 особи (2010; 311 у 2002).
Національний склад (станом на 2002 рік):
- росіяни — 91 %